# Flight of the Conchords
Flight of the Conchords ist ein Musik-Comedy-Duo aus Neuseeland, bestehend aus Bret McKenzie und Jemaine Clement. Große Bekanntheit erreichten sie 2004 mit ihrer BBC-Radiosendung und 2007 mit der Fernsehserie Flight of the Conchords auf dem amerikanischen TV-Sender HBO.

## Karriere
2005 gewannen sie als „Best Alternative Comedy Act“ auf dem US Comedy Arts Festival und in der Kategorie „Best Newcomer“ auf dem Melbourne Comedy Festival. 2003 wurden sie auf dem Edinburgh Fringe für den Perrier Comedy Award nominiert.
Bret McKenzie gewann bei der Oscarverleihung 2012 einen Oscar für die Filmmusik zu Die Muppets.

## Diskografie

### Studioalben
| Jahr | Titel                   | Höchstplatzierung, Gesamtwochen, AuszeichnungChartplatzierungen (Jahr, Titel, Platzierungen, Wochen, Auszeichnungen, Anmerkungen) | Höchstplatzierung, Gesamtwochen, AuszeichnungChartplatzierungen (Jahr, Titel, Platzierungen, Wochen, Auszeichnungen, Anmerkungen) | Höchstplatzierung, Gesamtwochen, AuszeichnungChartplatzierungen (Jahr, Titel, Platzierungen, Wochen, Auszeichnungen, Anmerkungen) | Anmerkungen                            |
| Jahr | Titel                   | UK | US | NZ | Anmerkungen                            |
| ---- | ----------------------- | --- | --- | --- | -------------------------------------- |
| 2008 | Flight of the Conchords | UK32 Gold · (5 Wo.)UK | US3 Gold · (22 Wo.)US | NZ1 Platin · (34 Wo.)NZ | Erstveröffentlichung: 21. April 2008   |
| 2009 | I Told You I Was Freaky | UK47 (2 Wo.)UK | US19 (4 Wo.)US | NZ7 (5 Wo.)NZ | Erstveröffentlichung: 20. Oktober 2009 |

### EPs
| Jahr | Titel              | Höchstplatzierung, Gesamtwochen, AuszeichnungChartplatzierungen (Jahr, Titel, Platzierungen, Wochen, Auszeichnungen, Anmerkungen) | Höchstplatzierung, Gesamtwochen, AuszeichnungChartplatzierungen (Jahr, Titel, Platzierungen, Wochen, Auszeichnungen, Anmerkungen) | Höchstplatzierung, Gesamtwochen, AuszeichnungChartplatzierungen (Jahr, Titel, Platzierungen, Wochen, Auszeichnungen, Anmerkungen) | Anmerkungen                          |
| Jahr | Titel              | UK | US | NZ | Anmerkungen                          |
| ---- | ------------------ | --- | --- | --- | ------------------------------------ |
| 2007 | The Distant Future | — | US116 (7 Wo.)US | NZ8 Gold · (19 Wo.)NZ | Erstveröffentlichung: 7. August 2007 |

### Kompilationen / Livealben
| Jahr | Titel          | Höchstplatzierung, Gesamtwochen, AuszeichnungChartsChartplatzierungen (Jahr, Titel, Platzierungen, Wochen, Auszeichnungen, Anmerkungen) | Anmerkungen                        |
| Jahr | Titel          | UK | Anmerkungen                        |
| ---- | -------------- | --- | ---------------------------------- |
| 2019 | Live in London | UK71 (1 Wo.)UK | Erstveröffentlichung: 8. März 2019 |

Weitere Kompilationen / Livealben
- 2002: Folk the World Tour
- 2006: Flight of the Conchords
- 2013: The Complete Collection

### Singles
| Jahr | Titel Album                           | Höchstplatzierung, Gesamtwochen, AuszeichnungChartplatzierungen (Jahr, Titel, Album, Platzierungen, Wochen, Auszeichnungen, Anmerkungen) | Höchstplatzierung, Gesamtwochen, AuszeichnungChartplatzierungen (Jahr, Titel, Album, Platzierungen, Wochen, Auszeichnungen, Anmerkungen) | Höchstplatzierung, Gesamtwochen, AuszeichnungChartplatzierungen (Jahr, Titel, Album, Platzierungen, Wochen, Auszeichnungen, Anmerkungen) | Anmerkungen                           |
| Jahr | Titel Album                           | UK | US | NZ | Anmerkungen                           |
| ---- | ------------------------------------- | --- | --- | --- | ------------------------------------- |
| 2009 | Hurt Feelings I Told You I Was Freaky | — | — | NZ36 (1 Wo.)NZ | Erstveröffentlichung: 2. Februar 2009 |
| 2012 | Feel Inside (And Stuff Like That) –   | — | — | NZ1 ×2Doppelplatin · (12 Wo.)NZ | Erstveröffentlichung: 24. August 2012 |

## Auszeichnungen
| Preis                           | Preis für               | verliehen bei                  |
| ------------------------------- | ----------------------- | ------------------------------ |
| Bronze (Comedy)                 | BBC Radio Series        | Sony Radio Academy Awards 2006 |
| Grammy for Best Comedy Album    | The Distant Future      | 50th Annual GRAMMY Awards 2007 |
| Album of the Year               | Flight of the Conchords | New Zealand Music Awards 08    |
| Best Group                      | Flight of the Conchords | New Zealand Music Awards 08    |
| Breakthrough Artist of the Year | Flight of the Conchords | New Zealand Music Awards 08    |
| International Achievement       | Flight of the Conchords | New Zealand Music Awards 08    |